# Geissflue (Trimbach)
Die Geissflue ist ein Berg im Schweizer Jura, drei Kilometer nördlich von Olten im Kanton Solothurn. Sie liegt in der Gemeinde Trimbach. 
Die Geissflue ist ein felsiger, nach Süden ragender Vorsprung der Jurakette Belchenflue-Hauenstein. 400 m nördlich des Gipfels befindet sich auf einer anderen Bergspitze die Burgruine Frohburg.